# Nigramma correspondens
Nigramma correspondens är en fjärilsart som beskrevs av Embrik Strand 1917. Nigramma correspondens ingår i släktet Nigramma och familjen nattflyn. Inga underarter finns listade i Catalogue of Life.